# Rashid Qurbonov
Rashid Qurbonov (16 de febrero de 1987) es un luchador uzbeco de lucha libre. Al inicio de su carrera, hasta 2010 representó Rusia. Compitió en cuatro campeonatos mundiales. Consiguió un medalla de bronce en 2013. Ganó la medalla de oro en los Juegos Asiáticos de 2014. En 2010 acabó en la décima posición. Cuatro medallas en campeonatos asiáticos, de oro en 2011 y 2013. Quinto en la Copa del Mundo en 2011.